# フェデリコ・フェルナンデス
フェデリコ・フェルナンデス（Federico Fernández，1989年2月21日 - ）は、アルゼンチン・ブエノスアイレス州出身の元サッカー選手。現役時代のポジションはディフェンダー。
なお、ルーツがカンパニア州アヴェッリーノ県ラチェドーニアにあるため、イタリアのパスポートも有するイタリア系アルゼンチン人である。

## 経歴

### クラブ
2008年9月14日、CAベレス・サルスフィエルド戦でエストゥディアンテス・デ・ラ・プラタでのデビューを果たした。同年のコパ・リベルタドーレスでは2試合に出場。2010-11シーズンからはレギュラーに定着した。2010年12月に、移籍金300万ユーロでイタリア・セリエAのSSCナポリへ加入することが発表された。ただしイタリア国籍取得が間に合わなかったため加入は持ち越しとなり、翌年7月にようやく加入が発表された。2011年11月2日に行われたUEFAチャンピオンズリーグ 2011-12グループリーグ第4節、アウェーでのバイエルン・ミュンヘン戦では一時は同点とする2得点を挙げた。しかし、2012-13シーズンに至ってはわずか9試合の出場。この状況を危惧し1月にラ・リーガのヘタフェCFに期限付き移籍した。
2014年8月30日、プレミアリーグのスウォンジー・シティAFCに4年契約で移籍した。9月13日のチェルシーFC戦でリーグデビュー。10月28日のリーグカップのリヴァプールFC戦ではレッドカードをもらっている。
2018年8月9日、スウォンジーの降格に伴いニューカッスル・ユナイテッドFCに2年契約で移籍した。ナポリ時代の監督であるラファエル・ベニテスとの再会となった。
2022年9月1日、エルチェCFに1年契約で加入。
2023年2月4日、エルチェではリーグ戦1試合の出場のみに終わり、カタール・スターズリーグ・アル・ドゥハイルSCに移籍した。
2023年8月17日、エストゥディアンテスに復帰した。
2024年12月21日に現役を引退した。

### 代表
2009年、U-20アルゼンチンU-20代表としてベネズエラで行われた南米ユース選手権に出場した。2011年4月20日のエクアドル戦でアルゼンチンA代表デビュー。同年5月25日のパラグアイとの親善試合で代表初得点を挙げた。

## 代表歴

### 出場大会
- アルゼンチン代表
  - 2014 FIFAワールドカップ

### 試合数
- 国際Aマッチ 32試合 3得点（2011年-2014年）[7]

| アルゼンチン代表 | 国際Aマッチ | 国際Aマッチ |
| 年               | 出場        | 得点        |
| ---------------- | ----------- | ----------- |
| 2011             | 5           | 1           |
| 2012             | 9           | 1           |
| 2013             | 9           | 0           |
| 2014             | 9           | 1           |
| 通算             | 32          | 3           |

## タイトル
エストゥディアンテス・デ・ラ・プラタ
- コパ・リベルタドーレス：2009
- プリメーラ・ディビシオン：2010-11アペルトゥーラ

SSCナポリ
- コッパ・イタリア：2013-14